# Blake Bortles
Robby Blake Bortles (Altamonte Springs, 28 aprile 1992) è un ex giocatore di football americano statunitense che ha militato nel ruolo di quarterback nella National Football League (NFL). Fu scelto come terzo assoluto nel Draft NFL 2014 dai Jacksonville Jaguars. Al college giocò a football per UCF.

## Carriera universitaria
Dopo aver giocato a football per la Oviedo High School della sua città natale, Oviedo, Bortles accettò la borsa di studio offertagli dalla University of Central Florida, primo ateneo a farsi avanti per assicurarsi le sue prestazioni e che inoltre gli garantiva una permanenza nello Stato della Florida.
Trascorso il primo anno presso i Knights come redshirt (poteva allenarsi senza disputare incontri ufficiali con la squadra di football), Bortles nel 2011 come freshman disputò 10 incontri di stagione regolare nei quali completò complessivamente 75 passaggi su 110 tentativi per 958 yard e 6 touchdown oltre a lanciare 3 intercetti. Come sophomore nel 2012 fu titolare in tutti e 14 gli incontri della stagione, lanciando 251 passaggi completati su 399 per 3.059 yard e 25 touchdown oltre a lanciare 7 intercetti. Nella stessa stagione egli guidò i Knights ad un record di 9-4 che permise loro di ottenere l'invito al Beef 'O' Brady's Bowl, poi vinto 38-17 contro i Ball State Cardinals grazie ad una prestazione da MVP di Bortles da 22 passaggi completati su 32 per 271 yard e 3 touchdown e 79 yard corse. Proprio riguardo alle corse, Bortles nel 2012 si confermò un quarterback abbastanza mobile, capace di correre, nelle 14 gare giocate, per 285 yard e di mettere a segno ben 8 touchdown.
Nel 2013 Bortles fece un ulteriore passo in avanti, guidando i Knights a 12 successi in stagione regolare a fronte di una sola sconfitta (giunta in settimana 4 contro i South Carolina Gamecocks contro i quali Bortles lanciò 25 passaggi completati su 36 per 358 yard e 2 touchdown ma fece registrare nel contempo anche il massimo stagionale di 2 intercetti) che non impedì comunque a Central Florida di far suo il titolo della American Athletic Conference e di ottenere l'invito per uno dei più prestigiosi Bowl del circuito BCS, il Fiesta Bowl. Decisiva, per la vittoria del titolo, fu la vittoria nello scontro diretto contro i Louisville Cardinals, guidati da un altro quarterback emergente nel panorama collegiale come Teddy Bridgewater, contro i quali Bortles mise a referto 20 passaggi completati su 31 per 301 yard, 2 touchdown ed un intercetto. Al Fiesta Bowl fu assoluto protagonista con una prestazione da 21 passaggi completati su 32 per 250 yard, 23 touchdown e 2 intercetti, oltre a correre per 93 ed un touchdown, che permise agli underdog UCF Knights di battere per 52-42 i Baylor Bears, favoriti di 16,5 alla vigilia. Al termine dell'incontro Bortles fu poi eletto offensive MVP del bowl, premio che si unì a quello di giocatore offensivo dell'anno della AAC ed all'inserimento nel First-team All-AAC ottenuti al termine della stagione regolare.
Vittorie e premi
- MVP offensivo del Fiesta Bowl (2013)
- MVP del Beef 'O' Brady's Bowl (2012)
- Giocatore offensivo dell'anno della AAC (2013)
- First-team All-AAC (2013)

Statistiche al college
| 2011   | UCF Knights | 75  | 110 | 958   | 68,2% | 6  | 3  | 8  | 153,9 | 21  | 4   | 0,2 | 11 | 1  | 979   |
| 2012   | UCF Knights | 251 | 399 | 3.059 | 62,9% | 25 | 7  | 22 | 144,5 | 87  | 285 | 3,3 | 33 | 8  | 3.344 |
| 2013   | UCF Knights | 259 | 382 | 3.581 | 67,8% | 25 | 9  | 21 | 163,4 | 87  | 272 | 3,1 | 29 | 6  | 3.853 |
| Totale | Totale      | 585 | 891 | 7.598 | 66,3% | 56 | 19 | 51 | 166,4 | 195 | 561 | 2,2 | 73 | 15 | 8.176 |

Fonte: ESPN.com

## Carriera professionistica

### Jacksonville Jaguars

#### Stagione 2014

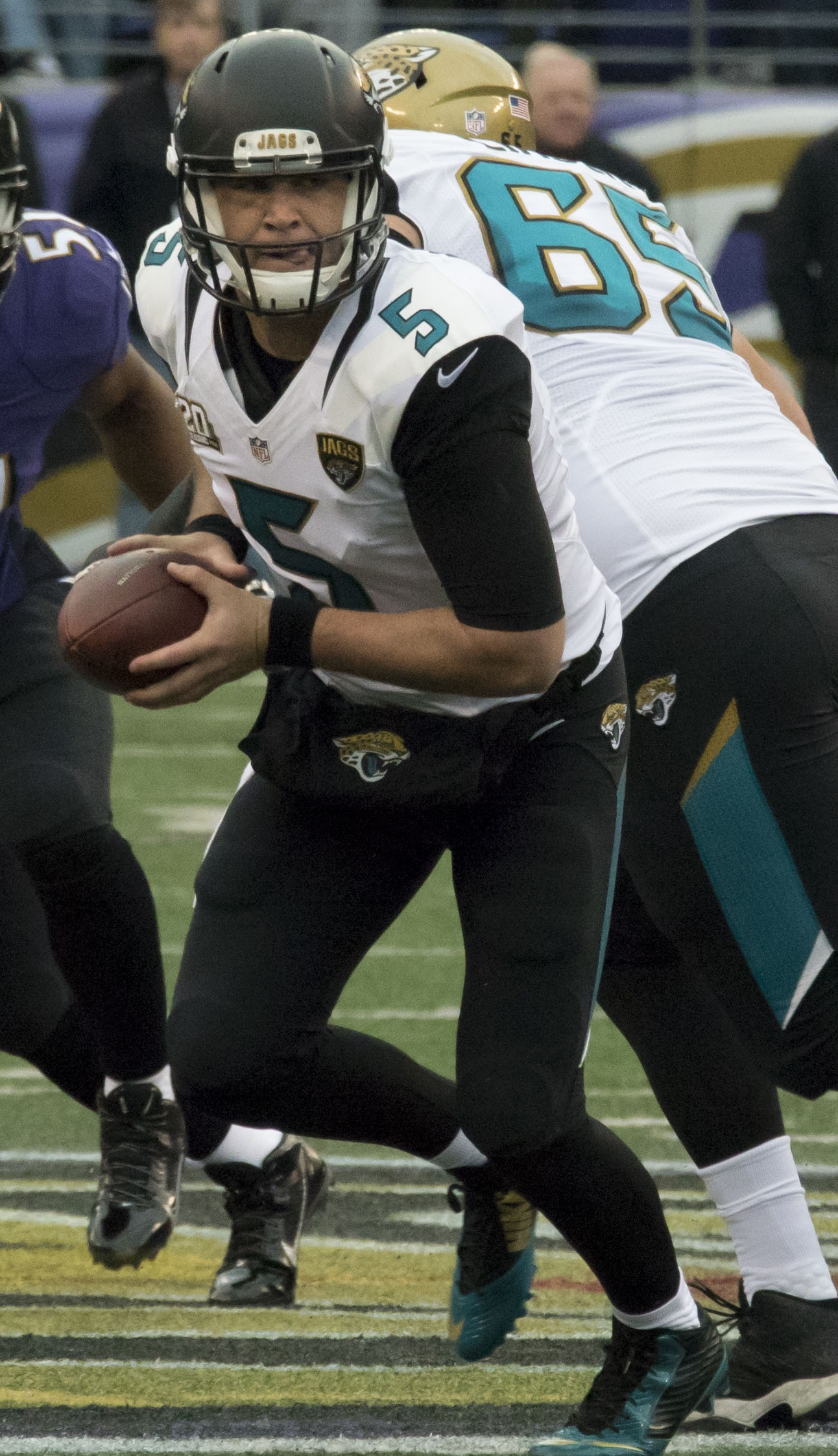
Bortles nel 2014 contro i Ravens.

Durante il corso del 2013 Bortles fu inserito tra i migliori prospetti eleggibili nel Draft NFL 2014, venendo pronosticato per una chiamata al primo giro. Egli si presentava come underclassman al Draft, avendo dichiarato il 5 maggio 2014 la sua eleggibilità, con un anno di anticipo rispetto alla normale tempistica. L'8 maggio fu scelto come terzo assoluto dai Jacksonville Jaguars, il primo quarterback selezionato nel Draft. Il 18 giugno 2014 firmò un contratto quadriennale del valore di 20,6 milioni di dollari, tutti garantiti.
I Jaguars annunciarono di volere inserire gradualmente Bortles nella rotazione della squadra e malgrado le sue convincenti prestazioni nelle gare di pre-stagione, nominarono il veterano Chad Henne come titolare nella prima gara della stagione. Jacksonville subì delle pesanti sconfitte nelle prime due gare e, dopo essersi trovata in svantaggio per 30-0 alla fine del primo tempo nella settimana 3, decise di far debuttare Bortles al posto dell'inefficace Henne. A risultato ampiamente deciso, il quarterback debuttò come professionista completando 14 passaggi su 24 per 223 yard, con 2 touchdown e due intercetti subiti. A fine partita, l'allenatore Gus Bradley annunciò che sarebbe diventato il nuovo titolare della squadra a partire dalla settimana successiva. La sua prima gara come partente fu dunque in trasferta contro i Chargers, una delle due squadre più in forma della lega. Bortles portò due volte la squadra in testa nel primo tempo, prima che gli avversari prendessero il largo nella seconda frazione di gioco. La sua gara terminò con 29 passaggi completati su 37 tentativi per 253 yard, un touchdown e 2 intercetti subiti.
Nella settimana 6 in casa dai Titans, Bortles passò un nuovo massimo personale di 336 yard con un touchdown, ma i Jaguars non riuscirono ancora a vincere la loro prima gara della stagione. Questa giunse la domenica successiva contro i Cleveland Browns, in una sfida che concluse con 159 yard passate, un touchdown e tre intercetti subiti, mentre Jacksonville interruppe una striscia negativa che durava dal 15 dicembre 2013. Dopo altre quattro sconfitte consecutive, la vittoria tornò nella settimana 13 contro i Giants coi Jags che rimontarono il massimo svantaggio della storia della franchigia, 21 punti. Blake concluse la gara con 159 yard passate e un touchdown per il compagno rookie Marqise Lee, oltre a guidare i suoi con 68 yard corse.
Nel penultimo turno, i Jaguars abbandonarono l'ultimo posto della AFC South division battendo i Titans, un'altra squadra che stava disputando una stagione avara di soddisfazioni. Nella terza vittoria stagionale dei suoi, Bortles passò 115 yard e un touchdown e corse altre 50 yard su 5 tentativi. La sua prima stagione si chiuse con 2.908 yard passate, 11 touchdown e 17 intercetti subiti, il terzo peggior risultato della lega dopo i 18 di Jay Cutler e Philip Rivers.

#### Stagione 2015
Dopo una sconfitta coi Carolina Panthers all'esordio, Bortles e i Jaguars ottennero la prima vittoria nel secondo turno contro i Dolphins, in una gara che terminò con 273 yard passate e 2 touchdown. La seconda giunse nel settimo turno a Londra contro i Buffalo Bills, quando passò il touchdown del sorpasso ad Allen Hurns a 2 minuti e 16 secondi dal termine della gara. Il 15 novembre, Jacksonville interruppe una striscia di tredici sconfitte consecutive in trasferta espugnando il campo di Baltimora. In quella gara, Bortles passò 188 yard, 2 TD e un intercetto.
Nella settimana 13, Bortles passò un nuovo primato personale di cinque touchdown, ma Jacksonville uscì sconfitta in casa dei Titans. La vittoria tornò sette giorni dopo quando inflissero 51 punti ai Colts, un nuovo record di franchigia, in cui il quarterback passò 3 TD e ne segnò un quarto su corsa. La stagione regolare di Bortles si chiuse con 4.428 yard passate, un record di franchigia di franchigia di 35 passaggi da touchdown (secondo nella NFL) mentre i suoi 18 intercetti subiti furono il peggior risultato della lega. Jacksonville ebbe un bilancio di 5-11, finendo al terzo posto della division.

#### Stagione 2016
Malgrado le premesse positive nate dopo la stagione precedente, il 2016 fu un'annata avara di soddisfazioni per Bortles e i Jaguars. La sua miglior partita fu nel penultimo turno, la prima dopo il licenziamento del capo-allenatore Gus Bradley, in cui passò 325 yard e un touchdown e segnò anche un touchdown su ricezione nella vittoria per 38-17 sui Titans che eliminò gli avversari dalla corsa ai playoff.

#### Stagione 2017
Nel terzo turno della stagione, nella gara vinta a Londra contro i Ravens per 44-7, Bortles passò 244 yard e 4 touchdown, 3 dei quali per Marcedes Lewis. Nella settimana 14 disputò una delle migliori prove stagionali nella vittoria sui Seattle Seahawks con 268 yard passate e 2 touchdown. Sette giorni dopo, contro gli Houston Texans, passò 326 yard e 3 touchdown nella vittoria per 45–7 che qualificò i Jaguars per i playoff per la prima volta dopo dieci stagioni. La stagione regolare si concluse col titolo di division mentre Bortles passò 3.687 yard, 21 touchdown e 13 intercetti.
Il 7 gennaio 2018, nella prima gara di playoff in carriera, Bortles corse più yard (88) di quante ne passò (87), portando i Jaguars alla prima vittoria nella post-season dal 2007 nel 10-3 finale sui Buffalo Bills. Sette giorni dopo la squadra espugnò l'Heinz Field di Pittsburgh battendo gli Steelers per 45-42, tornando in finale di conference per la prima volta dal 1999. Bortles concluse quella partita con 214 yard e un touchdown per Tommy Bohanon. La stagione di Jacksonville si chiuse con la sconfitta in casa dei Patriots che li estromise dai playoff.

#### Stagione 2018
Il 24 febbraio 2018, Bortles firmò un rinnovo triennale con i Jaguars. Dopo la stagione precedente di successo i Jaguars delusero e le attese mentre il quarterback continuò a perdere diversi palloni, fino ad essere sostituito da Cody Kessler nella gara del settimo turno persa contro i Texans. Dopo la settimana di pausa, Bortles completò 10 passaggi su 18 per 108 yard nella sconfitta contro i Steelers. Dopo una sconfitta con i Bills in cui subì altri 2 intercetti, il capo-allenatore dei Jaguars Doug Marrone annunciò che Bortles sarebbe stato sostituito come titolare da Kessler nel turno successivo. Tornò in campo subentrando nella penultima settimana nella vittoria su Miami, venendo nominato titolare per l'ultimo turno.
A fine stagione fu svincolato dai Jaguars.

### Los Angeles Rams
Il 18 marzo 2019, Bortles firmò un contratto di un anno con i Los Angeles Rams. Fu svincolato dopo una sola stagione.

### Denver Broncos
Il 22 settembre 2020 Bortles firmò un contratto di un anno con i Denver Broncos. Fu svincolato il 17 ottobre 2020.

### Ritorno ai Los Angeles Rams
Il 29 dicembre 2020 Bortles firmò un contratto per fare ritorno ai Los Angeles Rams.

### Green Bay Packers
Il 13 maggio 2021 Bortles firmò con i Green Bay Packers.

### New Orleans Saints
Il 24 dicembre 2021 Bortles firmò con i New Orleans Saints per fungere da riserva al quarterback rookie Ian Book dopo che il titolare Taysom Hill e la riserva Trevor Siemian contrassero entrambi il COVID-19.

## Statistiche

### Stagione regolare
| Stagione | Squadra              | Gare | Gare | Passaggi | Passaggi | Passaggi | Passaggi | Passaggi | Passaggi | Passaggi | Corse | Corse | Corse | Corse | Ricezioni | Ricezioni | Ricezioni | Ricezioni | Ricezioni | Fumble | Fumble |
| Stagione | Squadra              | P    | PT   | Comp     | Ten      | %        | Yard     | TD       | Int      | Rat      | Ten   | Yard  | Media | TD    | Ric       | Yard      | Media     | Max       | TD        | Fum    | Persi  |
| -------- | -------------------- | ---- | ---- | -------- | -------- | -------- | -------- | -------- | -------- | -------- | ----- | ----- | ----- | ----- | --------- | --------- | --------- | --------- | --------- | ------ | ------ |
| 2014     | Jacksonville Jaguars | 14   | 13   | 280      | 475      | 58,9     | 2.908    | 11       | 17       | 69,5     | 56    | 419   | 7,5   | 0     | 0         | 0         | 0         | 0         | 0         | 7      | 1      |
| 2015     | Jacksonville Jaguars | 16   | 16   | 355      | 606      | 58,6     | 4.428    | 35       | 18       | 88,2     | 52    | 310   | 6,0   | 2     | 0         | 0         | 0         | 0         | 0         | 14     | 5      |
| 2016     | Jacksonville Jaguars | 16   | 16   | 368      | 625      | 58,9     | 3.905    | 23       | 16       | 78,8     | 58    | 359   | 6,2   | 3     | 1         | 20        | 20,0      | 20        | 1         | 8      | 6      |
| 2017     | Jacksonville Jaguars | 16   | 16   | 315      | 523      | 60,2     | 3.687    | 21       | 13       | 84,7     | 57    | 322   | 5,6   | 2     | 0         | 0         | 0         | 0         | 0         | 9      | 3      |
| Totale   | Totale               | 62   | 61   | 1.318    | 2.229    | 59,1     | 14.928   | 90       | 64       | 80,8     | 223   | 1.410 | 6,3   | 7     | 1         | 20        | 20,0      | 20        | 1         | 38     | 15     |

Fonte: NFL.com

Statistiche aggiornate alla stagione 2017